# Мартин Стиксруд
Мартин Стиксруд (норв. Martin Stixrud; Осло, 9. фебруар 1876. — Осло, 8. јануар 1964) био је клизач у уметничком клизању из Норвешке. На Олимпијским играма 1920. у Антверпену освојио је бронзану медаљу упркос чињеници да је тада имао 44 године. Он је најстарија особа која је освојила зимску олимпијску медаљу у поједниначном такмичењу.